# Moto Psycho
«Moto Psycho» es una canción y el único sencillo del álbum titulado The World Needs a Hero (2001) de la banda estadounidense Megadeth. La canción habla de las personas que viven mayoritariamente en la carretera, según declaraciones del líder Mustaine.
"«Moto Psycho» es una canción de tráfico, fundamentalmente es acerca de un tipo que se levanta y va a trabajar y viene a casa, se levanta y va a trabajar y viene a casa, y gasta la mitad de su día en la carretera y la otra mitad de su día en trabajo o durmiendo. Una rueda de hámster humanos". (Mustaine, 2001)
La canción aparece en el juego Heavy Metal: Geomatrix.

## Posicionamiento
| Año  | Sencillo      | Lista                  | Posición |
| ---- | ------------- | ---------------------- | -------- |
| 2001 | «Moto Psycho» | Mainstream Rock Tracks | 22       |

## Formación
- Dave Mustaine - Guitarra y voz.
- Al Pitrelli - Guitarra.
- David Ellefson - Bajo.
- Jimmy DeGrasso - Batería.